# Sisa
Sisa era o imposto municipal direto sobre o património que incidia sobre as transmissões, a título oneroso, do direito de propriedade e doutros direitos equiparáveis sobre bens imobiliários em Portugal, pago pelo adquirente.

## História
A Sisa, cujo nome é de origem obscura, surgiu na Idade Média como um tributo introduzido na Coroa de Castela por D. Sancho IV de Castela no ano da sua morte a 25 de abril de 1295, tendo sido introduzido no Reino de Portugal desde, pelo menos, o século XIV, talvez desde o reinado de D. Dinis I de Portugal, como um imposto direto e, aparentemente, por vezes municipal, sendo a sua primeira notícia do reinado de D. Afonso IV de Portugal, referente ao Concelho de Setúbal. A razão da sua criação terá sido dificultar os negócios por parte da então ascendente Burguesia. Apenas surgiu e vigorou em Espanha, onde mais tarde veio a ser totalmente abolido, e em Portugal. Era cobrada pelos concelhos, incidindo sobre as transações de determinados bens móveis e imóveis e tendo o caráter dum imposto extraordinário com o fim de financiar gastos inesperados na gestão das câmaras. A partir de 1373, passou a ser paga diretamente ao Rei, em consequência de ter sido dada a D. Fernando I de Portugal a sisa correspondente à cidade de Lisboa para prover a sua filha D. Beatriz de Portugal, que nascera nesse mesmo ano em fevereiro, e em cujo reinado eram coletados, entre outros, "o vinho, a retalho ou a grosso ou a carregar, panos, madeiras carnes, ferros, cereais, ouro e outros metais". As sisas serviram, efetivamente, embora pontualmente, para suportar alguns encargos do Reino, como no reinado de D. Fernando I e, mais tarde, para suportar os encargos de D. João, Mestre de Avis, em 1384. Foi, porém, no reinado de D. João I de Portugal que o imposto se universalizou e passou de imposto local a imposto nacional, e todos os compradores e vendedores, sem exceção, incluindo os próprios monarcas e os eclesiásticos, passaram a pagar a sisa. No entanto, o Rei D. Manuel I de Portugal privilegiou a Ordem de Cristo e todos os membros e instituições da Igreja entre 1498 e 1504, isentando-os do seu pagamento, a par dos da dízima e da portagem.
Apenas com o advento do Liberalismo em Portugal, no reinado de D. Pedro IV de Portugal, e com a Reforma de José Xavier Mouzinho da Silveira, pelo Decreto de 19 de abril de 1832, foi finalmente abolido este imposto medieval em todas as transações de bens móveis, sendo restringida apenas à compra de bens imóveis e reduzida no seu valor, decretando-se que "desde o 1.º de Janeiro de 1833, se não paga mais sisa alguma por nenhum título ou contrato, senão de vendas de bens de raiz", o que permaneceu a regra, exceto durante o reinado de D. Maria II de Portugal, entre 1841 e 1851, período durante o qual a sisa foi alargada a certas "vendas e trocas de cavalgaduras". Mouzinho da Silveira aboliu a sisa por a considerar a causa da inércia do Comércio em que Portugal se encontrava, e que o tornara o país "menos mercantil da Europa", e de este ao mesmo tempo ter tantas colónias e fazer tão pouco comércio dos produtos destas. As sisas tinham dois efeitos perniciosos: desincentivavam os proprietários, por obterem menos lucros, de realizar comércio interno, sem o qual não se desenvolvia o comércio externo, o que se manteve em relação aos bens imóveis, e perpetuavam a agricultura de subsistência através do aumento do preço dos produtos que provocavam, o que levava cada agricultor a diversificar as suas culturas para a sua subsistência, a fim de evitar a necessidade de comprar os produtos, demasiado onerados por elas, o que, obviamente, constituía um forte entrave à especialização e intensificação da agricultura. Ter de se pagar um imposto para se poder comprar algo também dificulta a aquisição de bens imóveis que careçam de reabilitação urbana ou o investimento para obter rendimento predial rural ou urbano e contribui para uma menor qualidade de vida por se ter menos dinheiro para adquirir bens imóveis ou direitos com eles relacionados.
Pela Lei de 30 de junho de 1860, do reinado de D. Pedro V de Portugal, passou a denominar-se Contribuição de Registo, voltando a denominar-se Sisa com a Nova Reforma Tributária de 1929 da Ditadura Nacional, da autoria do então Ministro das Finanças António de Oliveira Salazar.
António Guterres afirmou na campanha eleitoral da sua primeira eleição em 1995 que "A sisa é o imposto mais estúpido do mundo.". Porém, durante todo o seu governo, não a revogou, chegando, inclusivamente, devido a este imposto, a perder um importante ministro, António Vitorino, que se demitiu em novembro de 1997, após ser questionado pela comunicação social sobre a falta do pagamento de uma parte do imposto da sisa por um monte no Alentejo, não tendo aguardado pela publicação das notícias, apesar do apelo do primeiro-ministro para que reconsiderasse a decisão, tendo posteriormente a Direção-Geral de Contribuições e Impostos concluído pela existência de um pagamento de 6.000$00 a mais do que o devido, ilibando-o.
Apesar da anterior defesa da sua abolição, e a pretexto de que o fim do imposto em vigor levaria à aplicação imediata do IVA à taxa máxima de 19%, o que seria mais oneroso para os portugueses, foi meramente substituído, com redução de taxa máxima para habitação própria permanente de 10% para 6%, subida da isenção base de cerca de 61.000€00 para 80.000€00, e aplicação da taxa máxima a valores superiores a 500.000€00, pelo Decreto-Lei N.º 287/2003, de 12 de novembro, entrado em vigor a 1 de janeiro de 2004, por José Manuel Durão Barroso, pelo Imposto Municipal sobre as Transmissões Onerosas de Imóveis (IMT).